# Torrent del Bosc Negre (Bertí)
El Torrent del Bosc Negre, és un torrent que discorre pel terme del Figueró, a la comarca del Vallès Oriental.
Es forma a sota i a llevant del Mirador del Sot del Grau, des d'on davalla cap al nord-est, deixant enrere el terme de Sant Quirze Safaja i entrant en el del Figueró. Passa a ponent de la masia del Romaní i del Castell de Montmany i a llevant del Bosc Negre, i poc després rep per l'esquerra el torrent de la Font del Boix, moment en què es forma el torrent dels Fondos del Bac.

## Etimologia
Es tracta d'un topònim romànic de caràcter descriptiu: pren el nom del Bosc Negre, pel qual passa.